# Домбрувка (Слупський повіт)
Домбрувка (пол. Dąbrówka) — село в Польщі, у гміні Дамниця Слупського повіту Поморського воєводства.
Населення — 147 осіб (2011).
У 1975-1998 роках село належало до Слупського воєводства.

## Демографія
Демографічна структура станом на 31 березня 2011 року:
|          | Загалом | Допрацездатний вік | Працездатний вік | Постпрацездатний вік |
| -------- | ------- | ------------------ | ---------------- | -------------------- |
| Чоловіки | 73      | 23                 | 44               | 6                    |
| Жінки    | 74      | 16                 | 43               | 15                   |
| Разом    | 147     | 39                 | 87               | 21                   |